# Jinn-Genie
Jinn-Genie (ook wel Jinn Genie: Arabia Mania) is een videospel dat werd ontwikkeld door Dalali Software en uitgegeven door Micromega. Het spel kwam in 1984 uit voor de Commodore 64.
Het computerspel gaat over Golden City, dat wordt beheerst door Ilfreet, die wordt omringd door bewakers. Alleen een oude wijze man, die wordt vastgehouden in een kerker die in het binnenste van het heiligdom, weet hoe Ilfreet gevangengenomen moet worden. Het spel is een combinatie van een platformspel en actiespel. Het kent vier levels die allen voltooid moeten worden om het einde te halen. Er zijn twee moeilijkheidsgraden. Het spel werd geprogrammeerd door Hanan Samara.